# Municipio de Arivechi
El Municipio de Arivechi es uno de los 72 municipios del estado mexicano de Sonora, ubicado en la región este del estado, en la zona de la Sierra Madre Occidental. Su cabecera municipal y localidad más poblada es el pueblo de Arivechi, otras de sus localidades importantes son: Bámori y Tarachi. Fue decretado como municipio el 12 de abril de 1932. Según el Censo de Población y Vivienda realizado en 2020 por el Instituto Nacional de Estadística y Geografía (INEGI), tiene una población total de 1,177 habitantes, el municipio posee una extensión territorial de 662.58 km², siendo uno de los más pequeños en área y menos poblados del estado. Su producto interno bruto per cápita es de USD 9,796 y su índice de desarrollo humano (IDH) es de 0.8066. Como a la mayoría de los municipios de Sonora, el nombre se le dio por su cabecera municipal.

## Historia como municipio
Los primeros pobladores dentro del territorio del municipio fueron tribus ópatas en ese entonces la tribu era una de las 70 naciones dominadas por el gran Sisibutari, jefe máximo de estos indígenas. Fue hasta el año de 1627 cuando el misionero jesuita Pedro Méndez, fundó la misión de San Javier de Arivechi, en el mismo territorio habitado por ópatas, la cual perteneció administrativamente, de acuerdo al sistema misional al Rectorado de San Francisco de Borja con los pueblos de visita de Pónida y Bacanora.
En el año de 1917, cuando Sonora se dividió en 9 partidos, este territorio formó parte del distrito de Sahuaripa, y fue que hasta el 12 de abril de 1932 que se erigió como municipio independiente.

## Geografía
El municipio está ubicado en el este del estado de Sonora, en el paralelo 28°55' de latitud norte y a los 109°11' de longitud oeste del meridiano de Greenwich; a una altura mínima de 400 metros sobre el nivel del mar y una máxima de 2,200. Colinda al norte, este y sur con el municipio de Sahuaripa y al oeste con el de Bacanora.

### Límites municipales
Tiene límites administrativos con los siguientes municipios según su ubicación:
| Noroeste: Sahuaripa | Norte: Sahuaripa | Nordeste: Sahuaripa |
| Oeste: Bacanora     |                  | Este: Sahuaripa     |
| Suroeste: Sahuaripa | Sur: Sahuaripa   | Sureste: Sahuaripa  |

Posee una superficie de 662.58 kilómetros cuadrados, que representan el 0.40% del total estatal.

### Clima
Cuenta con un clima seco-cálido, con una temperatura media mensual máxima de 30.4 °C. Presentándose en los meses de junio a septiembre y una temperatura media mínima de 12.9 °C de diciembre a febrero, con una temperatura media anual de 22.1 °C. El régimen de lluvia se tiene en los meses de julio y agosto con una precipitación media anual de 565.7 milímetros, con un periodo de heladas de febrero a marzo, presentándose ocasionalmente de noviembre a marzo.

### Orografía
Las vertientes accidentadas de la Sierra Madre Occidental cubren gran parte del territorio de Arivechi. El 86.74% de su territorio está ocupado por sierra baja con cañadas, y el 13.26% con valle intermontano.

### Hidrografía
Cruza el municipio de sur a norte, el río Sahuaripa, que desemboca en el río Yaqui. Otros ríos son el río Mulato. Los arroyos que lo alimentan son; Tarachi y el San Marcos.

### Flora y fauna
Predomina en la zona la vegetación tipo bosque (encino, pino, roble) con 45.06% de territorio, y al oeste del municipio encontramos selva baja caducifolia con el 43.84% (bonete, ceiba, cueramo, tepeguajes, chupandía y agave).
En la fauna se destacan las especies de:
- Anfibios: sapo, rana:
- Reptiles: tortuga de monte, iguana de roca, escorpión, cachora, corúa y culebra de agua;
- Mamíferos: venado cola blanca, puma, lince, coyote, jaguar, jabalí, mapache, liebre, conejo, margay, zorra gris, jaguarundi, ocelote, ardilla, zorrillo, murciélago y ratón de campo
- Aves: tortolita cola corta, lechuza, tecolote, chuparrosa, golondrina común, pato prieto, aura, zopilote, gavilán ratonero, halcón negro y águila cola roja.

## Demografía
De acuerdo a los resultados del Censo de Población y Vivienda realizado en 2020 por el Instituto Nacional de Estadística y Geografía (INEGI), la población total del municipio es de 1,177 habitantes; con una densidad poblacional de 1.77 hab/km², y ocupa el puesto 55° en el estado por orden de población. Del total de pobladores, 594 son hombres y 583 son mujeres. En 2020 había 684 viviendas, pero de estas 395 viviendas estaban habitadas, de las cuales 113 estaban bajo el cargo de una mujer. Del total de los habitantes, 10 personas mayores de 3 años (0.85% del total municipal) habla alguna lengua indígena; mientras que 6 habitantes (0.51%) se consideran afromexicanos o afrodescendientes.
El 76.55% del municipio pertenece a la religión católica, el 14.44% es cristiano evangélico/protestante o de alguna variante y el 0.08% es de otra religión, mientras que el 8.84% no profesa ninguna religión.

### Educación y salud
Según el Censo de Población y Vivienda de 2020; 5 niños de entre 6 y 11 años (0.42% del total), 3 adolescentes de entre 12 y 14 años (0.25%), 33 adolescentes de entre 15 y 17 años (2.8%) y 13 jóvenes de entre 18 y 24 años (1.1%) no asisten a ninguna institución educativa. 29 habitantes de 15 años o más (2.46%) son analfabetas, 31 habitantes de 15 años o más (2.63%) no tienen ningún grado de escolaridad, 176 personas de 15 años o más (14.95%) lograron estudiar la primaria pero no la culminaron, 43 personas de 15 años o más (3.65%) iniciaron la secundaria sin terminarla, teniendo el municipio un grado de escolaridad de 8.18.
La cantidad de población que no está afiliada a un servicio de salud es de 242 personas, es decir, el 20.56% del total municipal, de lo contrario el 79.35% sí cuenta con un seguro médico ya sea público o privado. En el territorio, 97 personas (8.24%) tienen alguna discapacidad o límite motriz para realizar sus actividades diarias, mientras que 21 habitantes (1.78%) poseen algún problema o condición mental.

### Localidades
| Localidad       | Población |
| Total Municipio | 1,177     |
| Arivechi        | 635       |
| Tarachi         | 374       |
| Bámori          | 112       |
| Pónida          | 36        |

Mapa de las localidades más importantes del municipio.

Otras pequeñas localidades también son: La Mesa de los Pimas y Bacahuachi.

## Gobierno
La sede del gobierno municipal se encuentra en su cabecera, el pueblo de Arivechi. El ayuntamiento está integrado por un presidente municipal, un síndico, 3 regidores de mayoría relativa y 2 de representación proporcional. Y auxiliado con Delegados de las comunidades.
El municipio pertenece al IV Distrito Electoral Federal de Sonora con sede en la ciudad de Guaymas, y al VII Distrito Electoral de Sonora con sede en la ciudad de Agua Prieta.

### Subdivisión política
Según la Ley de Orden Orgánico del Estado de Sonora, el municipio para su administración, se divide en 2 comisarías, enlistadas a continuación:
- Bámori
- Tarachi

### Cronología de presidentes municipales
| Período   | Presidente Municipal           | Partido Político                     |
| --------- | ------------------------------ | ------------------------------------ |
| -         | Jesús López                    | -                                    |
| -         | Pedro G. Montenegro            | -                                    |
| -         | Lauro Soto                     | -                                    |
| -         | Rafael Gámez                   | -                                    |
| -         | Jorge Oquita                   | -                                    |
| -         | Manuel R. Soto                 | -                                    |
| -         | Alberto García                 | -                                    |
| -         | Ignacio G. Ocaña               | -                                    |
| -         | Alejandro Silvas               | -                                    |
| -         | Rafael García Ocaña            | -                                    |
| -         | Juan José Valencia             | -                                    |
| -         | Tomás Enrique G.               | -                                    |
| -         | Lauro Juan Soto Sommer         | -                                    |
| 1949-1952 | Jorge Oquita                   | -                                    |
| 1952-1955 | Joaquín Coronado               | -                                    |
| 1955-1958 | Eduardo Lugo                   | -                                    |
| 1958-1961 | Marcos Orozco                  | -                                    |
| 1961-1964 | Jesús Ramírez S.               | -                                    |
| 1964-1967 | Ignacio Flores                 | -                                    |
| 1967-1970 | Heriberto Flores               | -                                    |
| 1970-1973 | Rogelio Montenegro             | -                                    |
| 1973-1976 | Celiar Enríquez                | -                                    |
| 1979-1982 | Griselda Miranda               | -                                    |
| 1982-1985 | Gildardo García García         | -                                    |
| 1985-1988 | Leonardo Urquijo Acevedo       | -                                    |
| 1988-1991 | Luis Flores García             | Partido Revolucionario Institucional |
| 1991-1994 | Arturo Orozco Lugo             | Partido Revolucionario Institucional |
| 1994-1997 | Luis Guillermo Cruz García     | Partido Revolucionario Institucional |
| 1997-2000 | Samuel Ocaña García            | Partido Revolucionario Institucional |
| 2000-2003 | Jesús Pérez Lugo               | Partido Revolucionario Institucional |
| 2003-2006 | Jacinto López Borjas           | Partido Revolucionario Institucional |
| 2006-2009 | Rubén García Montenegro        |                                      |
| 2009-2012 | Ramón Ángel Flores Robles      | Partido Acción Nacional              |
| 2012-2015 | Fausto Lorenzo Córdova Barrios | Partido Acción Nacional              |
| 2015-2018 | José Guillermo Flores García   | Alianza PRI, PVEM y Nueva Alianza    |
| 2018-2021 | Samuel Ocaña García            | Alianza PRI, PVEM y Nueva Alianza    |
| 2021-2024 | Francisco Flores Robles        | Partido del Trabajo                  |